# Documento de identidade
Um documento de identidade ou documento de identificação é um instrumento oficial que tem o fim de provar a identidade de uma pessoa física. São classificados como documentos de identidade todos os documentos oficiais que têm o poder de comprovar inequívoca e irrefutavelmente a identidade de um indivíduo, seja perante aos órgãos públicos ou privados.
Deste modo, os passaportes são considerados também documentos de identidade, além de sua razão primeira que é ser um documento de viagem. Em vários países, os documentos que habilitam o cidadão a conduzir veículos também são muitas vezes aceites como prova de identidade, tendo, portanto, a mesma utilidade prática de um documento de identidade ad hoc. Além do passaporte e da habilitação para conduzir veículos, há outros documentos que podem ser aceitos como comprovação de identidade. No Brasil as carteira de ordens profissionais também são legalmente aceitas para desempenhar os mesmos fins da cédula de identidade e, de fato, a carteira de trabalho. Eles são reformados sempre para que se minore as falsificações sendo que um dos objetivos disso é cobrar impostos e conter a migração.
Em vários países, porém, existe grande resistência à criação de documentos de identidade ad hoc. Em países como a Austrália, em Andorra, a Dinamarca, as Filipinas, o Japão, a Coreia do Sul, a Noruega (novos bilhetes de identidades foram introduzidos em abril 2018) não há nenhum documento que possa ser considerado uma prova de identidade criada especificamente para este efeito. Defende-se amplamente que um documento que tenha por único fim a prova da identidade de uma pessoa seja uma ingerência do Estado na privacidade dos seus cidadãos, ao modelo de Estados totalitários ou segregacionistas.

## Alguns países com documento de identidade obrigatório
Atualmente, pouco mais de cem Estados nacionais possuem documentos de identidade compulsórios, obrigatoriedade aplicada normalmente após uma determinada idade. Note-se que a obrigatoriedade geral é de possuir o documento, em apenas alguns países a obrigatoriedade estende-se também a levar o documento consigo a qualquer momento.
- Alemanha: Personalausweis, obrigatório a partir dos dezesseis anos de idade.
- Argentina: Documento Nacional de Identidad, também conhecido como DNI, emitido ao nascer e renovado aos oito e dezesseis anos de idade. Antes foi feito em formato de um livreto com páginas para diversos tipos de anotações oficiais, atualmente é um cartão de policarbonato, de formato similar a um cartão de crédito.
- Bélgica: O documento de identidade é emitido aos doze anos de idade e obrigatório a partir dos quinze.
- Brasil: Vide cédula de identidade (brasileiros) e cédula de identidade de estrangeiro (não brasileiros)
- Chile: Carnet de identidad, obrigatório a partir dos dezoito anos de idade.
- China: Emitido pela primeira vez em idade escolar e obrigatório a partir dos dezesseis anos de idade.
- Croácia: Osobna iskaznica, obrigatório a partir dos dezesseis anos de idade.
- Colômbia: Cédula de Ciudadanía ou Documento de Identidad, obrigatório a partir dos dezoito anos de idade.
- Cuba: Carné de identidad.
- Espanha: Documento Nacional de Identidad
- República da Irlanda: Cárta Pas/Passport Card
- Israel: Teudat Zehut, emitido pela primeira vez aos dezesseis anos de idade e obrigatório aos dezoito.
- Itália: Carta d'identità e Carta d'identità elettronica.
- Países Baixos: Desde 2005, toda pessoa maior de catorze anos de idade deve levar consigo o passaporte, habilitação para conduzir ou documento para estrangeiros.
- Polónia: Dowód osobisty, obrigatório a partir dos dezoito anos de idade.
- Portugal: Bilhete de identidade e Cartão de cidadão (cidadãos portugueses);
Bilhete de identidade do Cidadão Estrangeiro: substituído, para todos os efeitos legais, pelo título de residência passado pelo SEF[3] (cidadãos imigrantes).
- República Checa: Občanský průkaz, obrigatório a partir dos quinze anos de idade.
- Romênia: Carte de identitate, obrigatória a partir dos catorze anos de idade.
- Rússia: Паспорт гражданина Российской Федерации ou “Passaporte do cidadão da Federação Russa”. Emitido desde 1997, obrigatório a todos os residentes no país a partir dos 14 anos e trocado aos 20 e aos 45 anos de idade.
- Sérvia: Lična Karta/Лична Карта, obrigatória a partir dos dezoito anos de idade.
- Uruguai: Cédula de Identidad, conhecido também como CI ou CIU, emitido ao nascer, obrigatório a partir dos 45 dias, e renovado cada cinco anos até os 20 anos, então cada dez anos. Até o ano 2015 foi feito em papelão laminado, e desde então é um cartão de policarbonato com duos chips (de contato e RF).
- Venezuela: Cédula de Identidad, obrigatória para qualquer pessoa com 10 anos ou mais, e deve ser renovada a cada 10 anos.